# Dianthus angulatus
Dianthus angulatus Royle är en perenn nejlikväxt.

## Underarter
Dianthus angulatus delas in i följande underarter:
- Dianthus angulatus ssp. angulatus Rech.f., 1988
- Dianthus angulatus ssp. subangulatus Rech.f., 1988

## Homonym
Dianthus angulatus E.Mey. = Dianthus caespitosus ssp. caespitosus Strid & Papan., 1978

## Beskrivning[2]
Dianthus angulatus ingår i släktet nejlikor, och familjen nejlikväxter.
Styv stjälk, 5 — 30 cm hög, står nästan vertikalt.
Blad långsmala, 75 — 150 mm nära roten, 12 — 38 mm högre upp.
En ensam blomma med 5 vita kronblad tonade i skärt sitter i toppen på stjälken. Kronbladen är djupt kluvna och fransiga längs kanterna.
I blomman 10 ståndare och 2 pistiller med kluvna, fransiga märken. Fröämnet skaftat.
Det rörformade blomfodret är 12 — 19 mm långt och hålls på plats vid basen av några mycket små, spetsiga skärmblad.
En mogen kapsel öppnar sig i toppen med 4 flikar.

## Utbredning
Afghanistan, Indien, Pakistan

## Biotop
Tempererat klimat. Soligt eller halvskugga. Ratas av rådjur.

## Etymologi
- Släktnamnet Dianthus härleds från grekiska Διός, Dios (ett alternativt namn till guden Zeus) och ἀνθός, anthos = blomma. Betydelsen blir sålunda Zeus blomma. I överförd bemärkelse kan det även förstås som gudomlig blomma.

Detta var ett namn, som användes för en växt i antiken, redan 300 år före vår tideräkning.
- Artepitetet angulatus är latin och betyder kantig.

## Användning
Snittblomma